# Dennis McBride
Dennis Raymond McBride (* Oktober 1953 in Wauwatosa, Wisconsin) ist ein US-amerikanischer Politiker der Demokratischen Partei. Er ist Bürgermeister der Stadt Wauwatosa.

## Leben
Seine Eltern waren Journalisten. Als Leichtathlet gewann er zweimal den Milwaukee Mayfair Marathon.
Nachdem er an der Wauwatosa East High School graduierte studierte er bis 1976 Journalistik an der University of Wisconsin–Milwaukee und schloss dieses Studium mit einem Bachelor of Arts ab. Im Jahr 1980 erhielt er einen Master in öffentlicher Verwaltung von der Woodrow Wilson School of Public & International Affairs, die Teil der Princeton University ist. Gleichzeitig hatte er Rechtswissenschaften an der New York University studiert. Hier promovierte er 1980 als Juris Doctor. Nach seinem Studium war er für ein Jahr Rechtsreferent (Law Clerk) beim Richter des United States District Courts Terence Evans in Milwaukee. Von 1991 bis 2015 arbeitete Denis McBride als Senior Trial Attorney der Equal Employment Opportunity Commission in Milwaukee. An der Marquette University in Milwaukee war er Dozent an der Law School.
Dennis McBride ist verheiratet. Er hat zwei Söhne und eine Tochter und eine Enkelin. Seine Schwester Genevieve McBride ist Professorin für Geschichte an der University of Wisconsin–Milwaukee, ihr Zwillingsbruder Patrick McBride Prosessor für Medizin an der University of Wisconsin–Madison.

## Politischer Werdegang
Von 2008 bis 2018 war er in Wauwatosa Beigeordneter für den vierten Distrikt. Während dieser Zeit war er von 2012 bis 2016 für zwei Amtszeiten Präsident des Wauwatosa Common Councils.
Im Juni 2018 gewann er die Wahl der Demokraten für die Kandidatur zum Unterhaus von Wisconsin, dem Wisconsin State Assembly. Er verlor die Wahl im November 2018 jedoch knapp gegen den republikanischen Kandidaten und Amtsinhaber Rob Hutton: McBride erhielt 48,5 Prozent und Hutton 51,4 Prozent der gültigen Stimmen.
Seit dem 13. April 2020 ist Dennis McBride der 17. Bürgermeister Wauwatosas als Nachfolger von Kathy Ehley, die nach zwei Amtszeiten nicht mehr antrat. Er gewann die Bürgermeisterwahl mit 60 Prozent der gültigen Stimmen.